# Ariane 6
Ariane 6 est un lanceur de moyenne à forte puissance (5 à 11,5 tonnes en orbite de transfert géostationnaire) développé par l'Agence spatiale européenne pour remplacer sa fusée lourde Ariane 5. Il effectue son premier vol le 9 juillet 2024.
Pour réduire son coût de production, ce lanceur utilise des propulseurs d'appoint à propergol solide mono-segment à enveloppe carbone (le P120C). Leur utilisation comme premier étage de la version Vega-C du lanceur léger européen qui vole depuis juillet 2022 permet une économie d'échelle. Le premier étage a des caractéristiques très proches de celui d'Ariane 5. En revanche, le deuxième étage met en œuvre pour la première fois le moteur-fusée Vinci plus performant et qui peut être rallumé plusieurs fois, contrairement à son prédécesseur. Toujours dans le but de réduire les coûts, le processus industriel est optimisé (redistribution de certaines tâches), la coentreprise ArianeGroup, qui réunit les établissements d'Airbus et Safran contribuant à la construction du lanceur, est créée. Enfin, un nouveau complexe de lancement dédié à Ariane 6 (ELA 4) et permettant des campagnes de lancement plus courtes est construit au Centre spatial guyanais entre 2015 et 2021. Le coût de développement du nouveau lanceur avec les installations au sol était estimé à 3,8 milliards d'euros courant 2020.
Ariane 6 est un peu plus haute qu'Ariane 5 (62 mètres) mais conserve son diamètre (5,4 mètres). Sa masse est comprise entre 530 et 860 tonnes selon les versions. Comme Ariane 5, le nouveau lanceur comporte deux étages utilisant des ergols cryogéniques (oxygène et hydrogène liquides). Le premier étage est propulsé par une version optimisée du moteur-fusée Vulcain (135 tonnes de poussée) et le deuxième par un nouveau moteur Vinci (18 tonnes de poussée) plus performant et pouvant être rallumé. Au décollage et durant les deux premières minutes du vol, la poussée est fournie principalement par des propulseurs à propergol solide d'une poussée unitaire moyenne de 350 tonnes : le lanceur est disponible dans deux configurations (deux ou quatre propulseurs d'appoint P120C) qui permettent une adaptation plus facile aux différents types de charge utile.
Un deuxième étage allégé (ICARUS) et un troisième étage à moteur d'apogée (Astris) sont en cours de développement pour accroître les performances du lanceur et son domaine d'application dans des versions qui deviendront disponibles vers 2026/2027.
Face à la montée en puissance croissante de la concurrence des lanceurs réutilisables, Ariane 6 semble néanmoins une réponse partiellement satisfaisante et l'Agence spatiale européenne a déjà lancé le développement de son successeur, Ariane Next, qui pourrait, comme son concurrent direct la Falcon 9, mettre en œuvre un premier étage réutilisable. Plusieurs prototypes d'étage réutilisable (Callisto, Themis), ainsi qu'un nouveau moteur (Prometheus) de la classe du Vulcain et brûlant un mélange d'oxygène liquide et de méthane liquide sont en cours de développement pour mettre au point les techniques nécessaires.

## Contexte

### Faiblesses d'Ariane 5
Ariane 5, qui constituait le principal lanceur de l'Agence spatiale européenne, a été conçue dans les années 1990. Sa capacité (20 tonnes en orbite basse et 10 tonnes en orbite de transfert géostationnaire (GTO)) découle en grande partie de la nécessité de pouvoir lancer la navette spatiale européenne Hermès abandonnée par la suite. Ariane 5 fait partie avec Atlas V et Delta IV des lanceurs lourds, mais contrairement à ceux-ci, sa capacité ne peut pas être modulée par la présence de propulseurs d'appoint optionnels. Après des débuts difficiles entachés par un échec (V501) et un demi-échec (V502), il s'est emparé de pratiquement la moitié des parts de marché des satellites de télécommunications en orbite géostationnaire, ce qui garantit en moyenne cinq lancements par an. Les satellites institutionnels européens (sondes spatiales, satellites scientifiques, satellites de navigation, satellites d'observation de la Terre) à destination de l'orbite basse sont par contre généralement lancés par des fusées d'autres puissances spatiales (Russie, Chine), moins coûteuses et mieux adaptées à ce type de charge utile.
Malgré son succès et sa position dominante à l'époque dans le domaine des lancements de satellites géostationnaires, Ariane 5 coûte cher à fabriquer et ses parts de marché sont menacées à moyen terme, à la fois par l'évolution du marché des satellites et par l'arrivée de concurrents, en particulier par le lanceur partiellement réutilisable Falcon 9 de SpaceX. Dans le cadre de la conférence ministérielle de novembre 2012, les ministres de l'UE octroient une enveloppe de 157 millions d'euros pour l'étude du nouveau lanceur qui devra remplacer à la fois Ariane 5 et la version du lanceur russe Soyouz utilisée par les pays européens. Trois options sont évaluées : la première consiste à faire évoluer Ariane 5 (Ariane 5 ME) en repoussant à plus tard une refonte totale ; la deuxième propose une configuration où les étages à propergol solide dominent ; la dernière propose une configuration proche de celle d'Ariane 5. C'est cette dernière qui est retenue lorsque l'Agence spatiale européenne lance le développement d'Ariane 6 en décembre 2014.
Dans les années 2010, les caractéristiques du lanceur Ariane 5 présentent des faiblesses qui pourraient lui faire perdre sa position dominante :
- dans les conditions de marché de cette époque, Ariane 5, qui bénéficie d'une prime par rapport à ses concurrents liée à la qualité de sa prestation, reste relativement concurrentielle tant qu'elle peut lancer deux satellites en orbite géostationnaire. Mais la masse de ces satellites tend à augmenter. Lorsqu'un des satellites représente plus de la moitié de la charge utile du lanceur (soit environ 5 tonnes), il devient plus difficile et parfois impossible de trouver un deuxième satellite à lancer sur la même période. Le coût du lancement est dans ce cas entièrement supporté par l'opérateur du premier satellite. Sur le marché très étroit des satellites de télécommunications en orbite géostationnaire (20 satellites environ par an dont la moitié sont lancés par Ariane 5), la nécessité de lancer à chaque fois deux satellites impose des contraintes calendaires fortes pour les propriétaires de ces satellites. Les lanceurs aux capacités plus faibles et donc optimisés pour un lancement simple, comme le lanceur russe Proton-M d'ILS et le russo-ukrainien Zenit-3, disposent dans ce domaine d'un avantage concurrentiel[3] ;
- le deuxième étage d'Ariane 5 ne peut pas être rallumé, contrairement à celui des lanceurs Zenit et Proton, qui utilisent cette technique depuis plusieurs décennies. Les orbites de certains satellites nécessitent cette capacité. C'est ainsi que le lancement le 20 avril 2009 d’un satellite militaire italien (Sicral 1B) a été confié au lanceur russo-ukrainien Zenit-3 et non à une fusée européenne ;
- à moyen terme, la concurrence va se renforcer. Ariane 5 bénéficie à cette époque des déboires des lanceurs russes Zenit et Proton qui sont beaucoup moins chers mais qui ont eu ces dernières années des problèmes de fiabilité importants. Ces problèmes de qualité pourraient être résolus dans le futur. La Chine dispose déjà d'un lanceur de faible capacité mais nettement moins coûteux et elle développe un lanceur Longue Marche 5 de la classe d'Ariane 5, opérationnel à partir de fin 2016. Aux États-Unis, la NASA finance pour le ravitaillement de la Station spatiale internationale le développement de deux lanceurs privés Antares et Falcon 9 qui doivent pouvoir dans un futur proche proposer l'emport de charges utiles à des coûts beaucoup plus faibles, prédiction totalement réalisée depuis par la Falcon 9 avec de plus, une cadence de lancements beaucoup plus élevée ;
- Ariane 5 est un lanceur coûteux dont la fabrication est subventionnée par l'Agence spatiale européenne à hauteur de 120 millions € par an. Ce montant pourrait augmenter fortement dans un contexte plus concurrentiel par deux biais : un abaissement général des tarifs de lancement sous l'effet d'une concurrence exacerbée, et un abaissement de la cadence de tir du lanceur européen qui diminuerait les économies d'échelle et nécessiterait d'amortir les frais fixes (installations, équipes de lancement) sur un nombre de tirs plus réduit.

### Le rapport du CNES de 2009

Logo du projet de nouveau lanceur spatial Ariane 6.

Le CNES, l'agence spatiale française, préconise le développement d'un nouveau lanceur baptisé Ariane 6 pour s'adapter à l'évolution probable du marché des lanceurs. Un rapport de l'agence commandé par le gouvernement français en janvier 2009 et remis en juin de la même année, a retenu quelques préconisations structurantes pour le développement du successeur d'Ariane 5 :
- poursuivre dans la lignée des lanceurs consommables, car le développement d'un lanceur entièrement réutilisable serait bien trop coûteux (entre 13 et 19 milliards d'euros) et la maintenance d'un tel lanceur coûterait aussi cher que l'actuelle Ariane 5 ;
- renoncer à l'éventualité de vols habités, l'Europe n'ayant pas les moyens de développer de façon autonome une technologie équivalente à celles existant déjà aux États-Unis et en Russie ;
- abandonner les lancements doubles, qui ont fait le succès d'Ariane 5, pour se concentrer sur les lancements à charge unique de trois à six tonnes en orbite géostationnaire ;
- confirmer le développement d'un dernier étage cryogénique LOX/LH2 propulsé par le moteur Vinci
- étudier la possibilité de développer, pour le premier étage, une propulsion de type LOX/RP-1 ;
- permettre une configuration à trois premiers étages parallèles à l'image du lanceur américain Delta IV en configuration Heavy ;
- orienter les travaux vers la réalisation d'un lanceur « extrêmement modulable », selon les termes du rapport.

## Sélection d'une architecture (2009-2014)

### Propositions initiales du CNES
La division lanceurs du CNES a joué un rôle majeur dans la conception des précédents lanceurs moyens et lourds de l'Agence spatiale européenne Ariane 1 à Ariane 5. Le CNES propose que le remplaçant d'Ariane 5 soit conçu pour lancer un unique satellite en orbite géostationnaire (contrairement à Ariane 5), ce qui doit lui donner une souplesse opérationnelle plus importante. Il peut également mettre en orbite des charges utiles de faible taille avec des capacités similaires à celles du lanceur Soyouz. Cette modularité de la capacité est obtenue en adjoignant un nombre variable de propulseurs d'appoint. Les architectures envisagées ont en commun l'utilisation d'un étage supérieur cryogénique utilisant le moteur Vinci et une capacité de lancement modulable comprise entre 2 et 8 tonnes. Le CNES, promoteur du développement d'Ariane 6, propose essentiellement deux scénarios. Le premier, qui a la faveur de l'agence spatiale française, est basé sur un premier étage propulsé par un moteur à propergol solide. Celui-ci, d'un diamètre d'au moins 3,7 mètres, pourrait faire l'objet de deux innovations sur une fusée de cette taille : une enveloppe en matériaux composites mono-segment et un chargement du propergol se faisant en coulée continue. Le deuxième scénario repose sur l'utilisation d'un premier étage à ergols liquides cryotechniques avec un moteur à la fois plus puissant et plus performant que le moteur Vulcain d'Ariane 5.

#### Les différentes options
Pour répondre aux contraintes de coût (investissement, fabrication en série), d'adéquation aux besoins de l'agence et du marché, de maintien de la capacité industrielle européenne, les concepteurs du lanceur peuvent jouer principalement sur les paramètres architecturaux suivants en s'appuyant sur les travaux existants :
- modularité de la capacité (capacité maximum et minimum) : nombre et puissance des propulseurs d'appoint + performance 1er étage ;
- premier étage à propergol solide (moins performant, abandon Vulcain, coût abaissé) ;
- diamètre du premier étage (ergols liquides) ;
- propulseur d'appoint à propergol solide, longueur, diamètre, réutilisation sur Vega ;
- réservoirs avec ou sans fond commun (premier étage ergols liquide), moins coûteux mais lanceur plus long ;
- moteur Vinci à tuyère déployable ou fixe (moins coûteux mais lanceur plus long).

Pour le premier étage, la tendance actuelle est d'avoir recours au mélange kérosène/oxygène liquide moins performant que le mélange oxygène/hydrogène utilisé par le moteur Vulcain du premier étage d'Ariane 5. En effet, la réduction des performances est largement compensée par les avantages : il est beaucoup plus facile de développer un moteur de forte puissance requis pour le premier étage, le moteur est plus simple donc moins coûteux à produire et plus fiable, le kérosène occupe beaucoup moins d'espace que l'hydrogène (étage moins long) et est plus facile à mettre en œuvre (coût). Cette solution a été toutefois d'emblée écartée car elle suppose de développer un nouveau moteur.

### Lancement des études (juin 2009)
Au cours du salon du Bourget qui s'est tenu en juin 2009, l'exécutif français affirme souhaiter que « s'engagent, en concertation avec [ses] partenaires européens et l'Agence spatiale européenne, les premières études sur ce lanceur en vue de décisions à la conférence ministérielle 2011 de l'ESA ».
La nécessité de faire évoluer Ariane 5 fait l'unanimité au sein de l'Agence spatiale européenne mais les pays membres divergent sur les solutions à mettre en œuvre. Deux scénarios coexistent pour le développement du futur lanceur européen. Le premier, soutenu par le CNES, consiste à mettre en chantier immédiatement le développement du lanceur Ariane 6. Le deuxième est de privilégier pour le moyen terme le développement de l'étage supérieur utilisé par une nouvelle version d'Ariane 5 ME capable de pallier certaines des lacunes actuelles d'Ariane 5 ECA. L'Ariane 5 ME (ex Ariane 5 ECB) est un projet ancien à l'étude depuis plus de dix ans mais avec jusque-là des fonds insuffisants pour déboucher sur une version opérationnelle. Grâce à un nouveau moteur Vinci cette version doit permettre de lancer une charge utile plus importante (11,2 tonnes en GTO) et d'effectuer des missions plus complexes (moteur rallumable). Dans ce scénario, le développement du successeur d'Ariane 5 serait reporté à une échéance plus lointaine.
Le remplacement de la fusée Ariane 5 est le thème majeur de la conférence ministérielle de novembre 2012 qui définit pour deux ans les budgets de l'Agence spatiale européenne. Les ministres ont octroyé une enveloppe de 157 millions € pour l'étude du nouveau lanceur qui devrait à la fois remplacer Ariane 5 et la version du lanceur russe Soyouz utilisée par les pays européens. La décision de fabriquer Ariane 6 doit être prise en 2014. En parallèle, les travaux sur l'Ariane 5 ME sont financés avec une livraison attendue vers 2015,.

### Définition d'une architecture (2012-2014)

Vue en coupe de la configuration PPH (prédominance des étages à propergol solide) qui ne sera pas retenue.

Durant six mois, le projet d'étude réunissant les principaux industriels concernés (Astrium, Avio, Herakles avec la participation de Safran, Air Liquide, MT Aerospace, etc.) étudie plusieurs configurations permettant de répondre au cahier des charges de l'Agence spatiale européenne. Pour répondre aux attentes, le nouveau lanceur doit :
- pouvoir placer sur une orbite géostationnaire un satellite ayant une masse comprise entre 3 et 6,5 tonnes. Cette dernière valeur constitue aujourd'hui la limite supérieure des satellites de télécommunications. Ariane 5 ECA peut placer 10,5 tonnes en orbite géostationnaire mais elle doit donc emporter deux satellites pour rentabiliser le lancement ;
- avoir des coûts d'exploitation réduits (-40 % estimés par rapport à une Ariane 5)[9] ;
- réutiliser les développements en cours sur le moteur cryotechnique rallumable Vinci ;
- réduire le temps de développement et les coûts du nouveau lanceur.

Finalement, début juillet 2013, l'équipe projet de l'Agence spatiale européenne annonce que la configuration PPH (deux étages à propergol solide et un étage supérieur Hydrogène/Oxygène) est retenue comme permettant de répondre au mieux aux critères définis par l'ESA. La prochaine étape du projet (Preliminary Requirements Review PRR) est planifiée en octobre 2013. Les débuts opérationnels du lanceur sont planifiés au début des années 2020.

### Contreproposition des acteurs industriels (été 2014)
Le 16 juin, Airbus et Safran, les deux principaux industriels impliqués dans la construction du lanceur, annoncent le rapprochement de leurs divisions chargées de ces développements. Ils remettent à l'Agence spatiale européenne une contreproposition d'architecture pour Ariane 6. Dans cette nouvelle configuration, dite PHH, l'architecture d'Ariane 5 est reprise mais avec les deux premiers étages de taille réduite. Deux configurations sont proposées dont la plus puissante permet de placer 8,5 tonnes sur une orbite de transfert géostationnaire contre 6,5 tonnes pour l'architecture PPH. Cette dernière version permet des lancements doubles de satellites de télécommunications de taille intermédiaire. L'objectif officiel des industriels est de pouvoir continuer à répondre aux besoins des opérateurs commerciaux grâce à un lanceur évolutif et de conserver ainsi des parts de marché cruciales pour le coût de production du lanceur. Sur le plan industriel, cette nouvelle configuration permet de conserver les implantations industrielles et les compétences dans le domaine des moteurs cryotechniques de grande puissance (Vulcain). Elle est plus satisfaisante pour les partenaires industriels allemands peu impliqués dans la propulsion à propergol solide qui dominait dans la configuration PPH. Par contre, les réductions sur le coût de fabrication attendues sont plus faibles dans la mesure où l'étage cryotechnique Vulcain est conservé et deux configurations sont prévues pour l'étage supérieur. Le coût de la configuration lourde est évalué par l'industriel à 100 millions € alors que l'objectif fixé pour la refonte Ariane 6 était d'abaisser le coût de lancement à 70 millions €.

### Les premières configurations d'Ariane 6proposées:Ariane 6 PPHetPHH

#### Ariane 6 PPH
La première configuration proposée, dite PPH, comprend deux étages utilisant du propergol solide. Quatre moteurs à poudre pratiquement identiques sont utilisés : trois pour le premier étage (configuration dite Multi P linear) et un seul pour le second étage. Chaque moteur est chargé avec 145 tonnes de poudre. L'objectif est de capitaliser sur les avancées du lanceur Vega qui utilise pour son premier étage un bloc de poudre de 88 tonnes coulé en une seule fois dans une enveloppe en composite carbone beaucoup plus légère que l'acier utilisé par les boosters d'Ariane 5. Le deuxième étage utilise le moteur Vinci qui brûle un mélange d'ergols liquides oxygène et hydrogène et qui est en cours de développement pour la version Ariane 5 ME. La coiffe d'un diamètre de 5,4 mètres permet d'accueillir des satellites de même taille que la fusée Ariane 5. Le lanceur a une masse totale de 660 tonnes pour une hauteur totale de 50,6 mètres. L'objectif est un coût de développement lanceur compris entre 2,5 et 3,5 milliards d'euros et un coût de lancement à 70 M€ soit 30 % de moins que Ariane 5 à charge équivalente. Cependant, selon des calculs réalisés par un bureau indépendant qui a utilisé la méthode Transcost, mondialement reconnue, le coût de lancement serait supérieur à 100 M€, en partie à cause du fait que cinq éléments constitutifs (quatre P-135 et un étage cryogénique) doivent être assemblés, mais en se basant sur une approche organisationnelle de type Ariane 5. Si ces calculs se confirment (non remise en cause du schéma industriel de type Ariane 5), Ariane 6 serait plus chère au lancement qu'Ariane 5 à charge équivalente, mais faciliterait les lancements simples (une charge utile par lancement).

#### ConfigurationAriane PHH
La configuration PHH, proposée par les industriels, reprend l'architecture d'Ariane 5 mais avec deux premiers étages (cryotechnique et propulseurs d'appoint) de taille réduite. L'étage EPC propulsé par le moteur Vulcain voit son diamètre ramené à 4,5 m. Il est flanqué des deux propulseurs à propergol solide P145 prévus dans la version PPH. L'étage supérieur est comme dans le cas d'Ariane 5, soit un EPS (Ariane 6.2), soit l'étage Vinci en cours de développement (Ariane 6.1).
|                      |                             | Ariane 6                      | Ariane 6                      | Ariane 6                 | Ariane 6                      | Ariane 6                               | Ariane 5 (pour mémoire)       | Ariane 5 (pour mémoire)       |
|                      |                             | Versions juin 2016,           | Versions juin 2016,           | Configuration PPH        | Configuration PHH             | Configuration PHH                      | Ariane 5 (pour mémoire)       | Ariane 5 (pour mémoire)       |
|                      |                             | Ariane 62                     | Ariane 64                     | Ariane 6 PPH             | Ariane 6.1 PHH Vinci          | Ariane 6.2 (PHH) EPS                   | Ariane 5 ME                   | Ariane 5 ECA                  |
| -------------------- | --------------------------- | ----------------------------- | ----------------------------- | ------------------------ | ----------------------------- | -------------------------------------- | ----------------------------- | ----------------------------- |
| Lanceur complet      | Statut                      | En service                    | En service                    | Propositions abandonnées | Propositions abandonnées      | Propositions abandonnées               | Propositions abandonnées      | Retirée                       |
| Lanceur complet      | Longueur                    | 63 m                          | 63 m                          | 59 m                     | ?                             | ?                                      | 53,78 m                       | 55,90 m                       |
| Lanceur complet      | Masse                       | 530 t                         | 860 t                         | 567,8 t                  |                               |                                        | 785 t                         | 772,8 t                       |
| Lanceur complet      | Charge utile GTO            | 5 t                           | 11,5 t                        | 6,5 t                    | 8,5 t                         | 4 t ?                                  | 11,5 t                        | 9,5 t                         |
| Lanceur complet      | Charge utile orbite basse   | 10,35 t                       | 21,65 t                       |                          |                               | > 5 t ?                                |                               | 21 t                          |
| Propulseur d'appoint | Désignation                 | 2 × P120                      | 4 × P120                      | néant                    | 2 × P 145                     | 2 × P 145                              | 2 × EAP 241                   | 2 × EAP 241                   |
| Propulseur d'appoint | Longueur × diamètre         | 16 × 3,4 m                    | 16 × 3,4 m                    | néant                    | 16 × 3,7 m                    | 16 × 3,7 m                             | 31,16 × 3,05 m                | 31,16 × 3,05 m                |
| Propulseur d'appoint | Masse (dont propergol)      | 154,6 t (143,6 t)             | 154,6 t (143,6 t)             | néant                    | ? t (? t)                     | ? t (? t)                              | 553,20 t (481,25 t)           | 553,20 t (481,25 t)           |
| Propulseur d'appoint | Type / impulsion spécifique | Propergol solide              | Propergol solide              | néant                    | Propergol solide              | Propergol solide                       | Propergol solide              | Propergol solide              |
| Propulseur d'appoint | Poussée moyenne             | 4 500 kN (par P120)           | 4 500 kN (par P120)           | néant                    | 4 000 kN (par P135)           | 4 000 kN (par P135)                    | 4 984 kN (par EAP)            | 4 984 kN (par EAP)            |
| Propulseur d'appoint | Durée de fonctionnement     | 130 s                         | 130 s                         | néant                    | 120 s                         | 120 s                                  | 129,7 s                       | 129,7 s                       |
| 1er étage            | Désignation                 | « EPC raccourci »             | « EPC raccourci »             | 3 × P 145                | « EPC raccourci »             | « EPC raccourci »                      | EPC                           | EPC                           |
| 1er étage            | Longueur × diamètre         | ? × 5,4 m                     | ? × 5,4 m                     | 16 × 3,7 m               | 2 ? × 4,5 m                   | 2 ? × 4,5 m                            | 31 × 5,46 m                   | 31 × 5,46 m                   |
| 1er étage            | Masse (dont propergol)      | ? t (140 t)                   | ? t (140 t)                   | ? t (404,7 t)            | ? t (? t)                     | ? t (? t)                              | ? t (173,15 t)                | 188,3 t (173,3 t)             |
| 1er étage            | Type / impulsion spécifique | Oxygène et hydrogène liquides | Oxygène et hydrogène liquides | Propergol solide         | Oxygène et hydrogène liquides | Oxygène et hydrogène liquides          | Oxygène et hydrogène liquides | Oxygène et hydrogène liquides |
| 1er étage            | Moteur                      | Vulcain 2.1                   | Vulcain 2.1                   | MPS                      | Vulcain 2+ ?                  | Vulcain 2+ ?                           | Vulcain 2                     | Vulcain 2                     |
| 1er étage            | Poussée                     | 1 370 kN                      | 1 370 kN                      | 4 000 kN (par P135)      | 1 340 kN ?                    | 1 340 kN ?                             | 1 340 kN                      | 1 340 kN                      |
| 1er étage            | Durée de fonctionnement     | 460 s                         | 460 s                         | 120 s                    | ?                             | ?                                      | 544 s                         | 544 s                         |
| 2e étage             | Désignation                 | Vinci                         | Vinci                         | P-145                    | Vinci                         | EPS                                    | Vinci                         | ESC-A                         |
| 2e étage             | Longueur × diamètre         | ? × 5,4 m                     | ? × 5,4 m                     | 14,7 × 3,7 m             | ? × 5,45 m                    | ? x m                                  | ? × 5,45 m                    | 5,84 × 5,45 m                 |
| 2e étage             | Masse (dont propergol)      | ? t (31 t)                    | ? t (31 t)                    | ? t (134,9 t)            | ? t (28,22 t)                 | 10,95 t (9,7 t)                        | ? t (28,22 t)                 | 18,94 t (14,54 t)             |
| 2e étage             | Type / impulsion spécifique | Oxygène et hydrogène liquides | Oxygène et hydrogène liquides | Propergol solide         | Oxygène et hydrogène liquides | monométhylhydrazine / peroxyde d'azote | Oxygène et hydrogène liquides | Oxygène et hydrogène liquides |
| 2e étage             | Moteur                      | Vinci à tuyère fixe           | Vinci à tuyère fixe           | MPS                      | Vinci                         | Aestus                                 | Vinci                         | HM-7B                         |
| 2e étage             | Poussée                     | 180 kN                        | 180 kN                        | 4 000 kN                 | 180 kN                        | 29 kN                                  | 180 kN                        | 64,8 kN                       |
| 2e étage             | Temps de fonctionnement     | 900 s                         | 900 s                         | 120 s                    | 715 s                         | 1 110 s                                | 715 s                         | 980 s                         |
| 3e étage             | Désignation                 |                               |                               | Vinci                    | Néant                         | Néant                                  | Néant                         | Néant                         |
| 3e étage             | Longueur × diamètre         | ? × 4,0 m                     |                               |                          | Néant                         | Néant                                  | Néant                         | Néant                         |
| 3e étage             | Masse (dont propergol)      | ? t (32 t)                    |                               |                          | Néant                         | Néant                                  | Néant                         | Néant                         |
| 3e étage             | Type / impulsion spécifique | Oxygène et hydrogène liquides |                               |                          | Néant                         | Néant                                  | Néant                         | Néant                         |
| 3e étage             | Moteur                      | Vinci                         |                               |                          | Néant                         | Néant                                  | Néant                         | Néant                         |
| 3e étage             | Poussée                     | 180 kN                        |                               |                          | Néant                         | Néant                                  | Néant                         | Néant                         |
| 3e étage             | Temps de fonctionnement     | 715 s                         |                               |                          | Néant                         | Néant                                  | Néant                         | Néant                         |
| Coiffe               | Longueur × diamètre         | 20 × 5,4 m                    | 20 × 5,4 m                    | 17 × 5,45 m              | ?                             | ?                                      | 20 × 5,45 m                   | 15,81 × 5,45 m                |
| Coiffe               | Masse                       | ?                             | ?                             | 2,9 t                    |                               |                                        |                               | 2,38 t                        |

### Sélection de la configuration finale:Ariane 62et64(décembre 2014)
La configuration finale proposée au Conseil des ministres des 1er et 2 décembre 2014 s'accompagne de l'abandon du projet d'évolution Ariane 5 ME. Les Ariane 62 et 64 combinent le premier étage raccourci de l'Ariane 5 ECA avec des propulseurs d'appoint dérivés du premier étage de la fusée Vega. Deux versions doivent être disponibles : Ariane 62 avec deux propulseurs d'appoint et Ariane 64 en comportant quatre. Selon la version, le nouveau lanceur aura la capacité de placer sur une orbite de transfert géostationnaire des satellites d'une masse de 5 ou 10,5 tonnes. La décision de réaliser l'Ariane 6 est entérinée par le Conseil des ministres du 2 décembre 2014. Un examen des travaux préparatoires est planifié en 2016 pour décider à cette date de la poursuite du projet.
La configuration finale, validée dans le cadre du Conseil des ministres des 1er et 2 décembre 2014, comporte : 
- un premier étage dérivé du premier étage de l'Ariane 5 ECA existante avec un moteur Vulcain inchangé ;
- deux ou quatre propulseurs d'appoint à propergol solide de type P120 qui constitueront également le premier étage du lanceur léger Vega-C (future version de Vega). Comme dans le cas du premier étage Vega actuel, il s'agit d'un propulseur monobloc à enveloppe composite ;
- un étage supérieur cryogénique propulsé par le nouveau moteur Vinci équipé d'une tuyère fixe pour réduire les coûts.

Deux versions sont proposées : Ariane 62 avec 2 propulseurs d'appoint et Ariane 64 en comportant 4. Selon la version, le nouveau lanceur a la capacité de placer sur une orbite de transfert géostationnaire des satellites d'une masse de 5 ou 10,5 tonnes. La hauteur totale du lanceur est de 70 mètres.
Les coûts de fabrication sont abaissés par un abandon de certains choix d'architecture les plus coûteux : la tuyère du Vinci n'est plus déployable (ce qui entraîne un allongement du lanceur) et les réservoirs du premier étage n'ont plus de fond commun (alourdissement de la structure). Par ailleurs, le mode de fabrication des propulseurs d'appoint (une seule coulée) et l'effet d'échelle (volume trois fois plus important compte tenu de son utilisation pour le premier étage de la Vega-C) devraient également contribuer à réduire les coûts qui sont annoncés à 70 M€ pour Ariane 62 et 115 M€ pour Ariane 64. Le développement du nouveau lanceur doit s'accompagner d'une redistribution des tâches de fabrication entre les différents industriels. La réalisation des propulseurs d'appoint incombe entièrement à l'Italie.

## Développement du lanceur (2015-2024)
Le chantier du pas de tir d'Ariane 6 débute en septembre 2015 au Centre spatial guyanais. Le site occupe une surface de 145 hectares.
Le 10 juin 2016, Airbus Safran Launchers (rebaptisé depuis ArianeGroup) remet à l'Agence spatiale européenne la première revue de conception du futur lanceur européen, intitulée « Maturity Gate 5 ». Elle confirme les performances, les délais et les coûts d'exploitation du lanceur. Le 18 décembre 2017, ArianeGroup annonce avoir passé la phase « Maturity Gate 6.2 », lançant la phase de production,, à la suite du succès de la phase 6.1 permettant une qualification au sol des caractéristiques techniques et industrielles.
La construction du nouveau lanceur par ArianeGroup débute en décembre 2017. Le vol inaugural, qui doit avoir lieu en juillet 2020, sera de type Ariane 62.
Le report de la date du vol inaugural au deuxième trimestre 2022 est annoncé en octobre 2020. Ce report s'explique principalement par l'impact de la pandémie de Covid-19 sur le programme. En 2020, le coût de développement du lanceur avec les installations au sol atteint 3,8 milliards d'euros. Le nouvel ensemble de lancement ELA-4, développé au Centre spatial guyanais (Kourou) pour accueillir Ariane 6, est inauguré en septembre 2021.
En juin 2022, Josef Aschbacher annonce en interview à la BBC que le vol inaugural est repoussé fin 2023.
En décembre 2023, après le succès des essais combinés des mois précédents, le vol inaugural est annoncé pour une fenêtre entre la mi-juin et le 31 juillet 2024, soit quatre ans après la date initialement prévue. La fenêtre est confirmée le 7 mars 2024 par Martin Sion, président exécutif d'ArianeGroup devant l'Association des journalistes professionnels de l'aéronautique et de l'espace.
Le lanceur effectue avec succès son premier vol le 9 juillet 2024. Lors de ce vol inaugural de qualification, l'essentiel des objectifs de la mission sont remplis et plusieurs satellites sont mis en orbite. Cependant, en fin de mission, le dysfonctionnement d'un moteur auxiliaire empêche le troisième démarrage du moteur Vinci. Ce problème fait l'objet d'investigations mais ne remet pas en cause le plan de lancement.

## Caractéristiques techniques détaillées
Le lanceur Ariane 6 est haut d'environ 62 mètres pour un diamètre (corps central avec la coiffe) de 5,45 mètres. Il comprend deux étages propulsés par des moteurs-fusées à ergols liquides brûlant tous deux de l'hydrogène et de l'oxygène liquides. Le premier étage LLPM est propulsé par un moteur Vulcain 2.1 tandis que le deuxième étage ULPM est propulsé par un moteur Vinci. Le premier étage est flanqué de deux à quatre propulseurs d'appoint à propergol solide ESR qui fournissent l'essentiel de la poussée durant les deux premières minutes du vol. Enfin le lanceur dispose d'une coiffe disponible en deux tailles (14 et 20 mètres de haut). Les charges utiles sont fixées au lanceur par un adaptateur LVA auquel s'ajoutent des accessoires permettant des lancements multiples.

### Premier étage

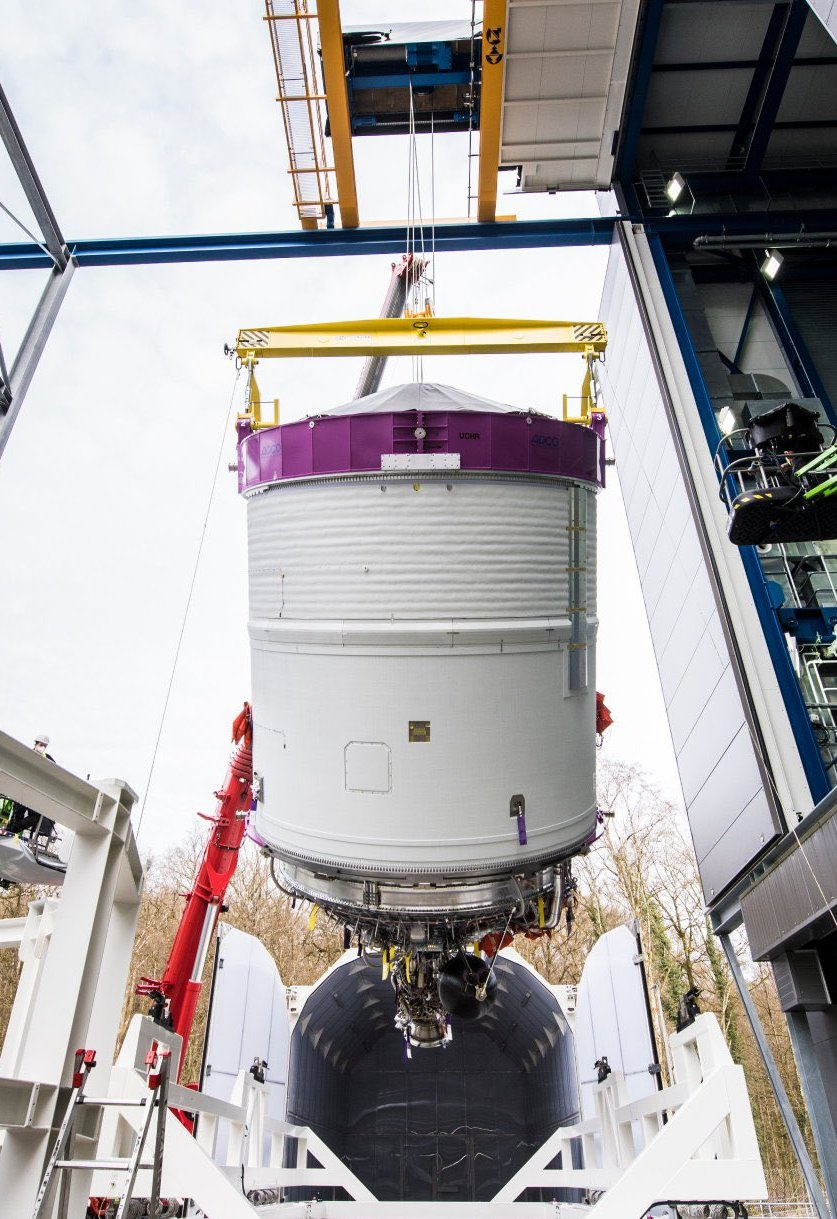
Premier étage supérieur ULPM sur le banc d'essai P5.2 de l'Institut de propulsion spatiale du DLR à Lampoldshausen, le 17 février 2021.

Le premier étage baptisé LLPM (Lower Liquid Propulsion Module) est dérivé du premier étage EPC d'Ariane 5. Il emporte 154 tonnes d'oxygène et d'hydrogène liquides. Il est propulsé par un moteur Vulcain 2.1, version améliorée du moteur Vulcain 2 d'Ariane 5, qui fournit une poussée de 137 tonnes (performance dans le vide) durant les huit premières minutes du vol. Au décollage et durant les deux premières minutes, il est assisté par les étages à propergol solide qui fournissent l'essentiel de la poussée. Par rapport à la version précédente de ce moteur-fusée, il dispose d'un générateur de gaz réalisé par impression 3D, sa tuyère a été simplifiée, le circuit d'hélium qui mettait en pression le réservoir d'oxygène a été supprimé (c'est de l'oxygène chaud qui remplit désormais cet office) et la mise à feu effectuée par un système au sol qui s'engage jusqu'au sommet de la tuyère et qui remplace des composants pyrotechniques embarqués

### Propulseurs à propergol solide
L'Ariane 6 comporte deux ou quatre propulseurs d'appoint ESR (Equiped Solid Rocket) fixés sur le premier étage qui sont mis à feu au décollage. Chacun est haut de 22 m avec la coiffe supérieure et l'embase pour un diamètre maximum de 3,4 m. La masse totale est de 154,6 t dont 143,6 t de propergol. La partie propulsive, commune avec le premier étage du lanceur Vega-C, est un étage cylindrique P120C haut de 11,7 m et chargé avec un propergol solide de type PBHT. Il s'agit du plus gros propulseur à propergol solide mono-segment. L'enveloppe est réalisée en composite carbone. L'étage a une poussée moyenne de 350 tonnes et une poussée maximale de 440 tonnes au décollage. Son impulsion spécifique dans le vide atteint 278,5 s. La pression dans la chambre de combustion atteint 110 bar. Il fonctionne durant 135 secondes. Pour orienter la poussée, la tuyère peut pivoter de 7°. L'enveloppe (le corps du propulseur), dont la masse est de 8,3 tonnes, est fabriquée par Avio et obtenue par bobinage et placement automatique de préimprégnés carbone/expoxy. La tuyère, qui est fournie par ArianeGroup, est réalisée dans plusieurs matériaux composites dont du carbone/carbone. Elle est conçue de manière à résister à l'expulsion à très grande vitesse des gaz extrêmement chauds générés par le moteur. La coulée du moteur et son intégration au lanceur sont effectuées sur le site du Centre Spatial Guyanais à Kourou.

### Second étage
Le second étage ULPM (Upper Liquid Propulsion Module) est haut de 8,7 mètres pour un diamètre de 5,45 mètres. Il est propulsé par un moteur-fusée à ergols liquides Vinci brûlant un mélange d'hydrogène et d'oxygène liquides et sa poussée est d'environ 18 tonnes. Ce moteur-fusée peut être rallumé à plusieurs reprises pour répondre aux besoins d'une mission. L'étage emporte environ 30 tonnes d'ergols. Pour mettre en pression les ergols dans les réservoirs et permettre leur allumage à plusieurs reprises, l'étage utilise des gaz chauds produits par un moteur auxiliaire (l'APU) qui fonctionne en brûlant une petite quantité d'hydrogène et d'oxygène.

### Coiffe
Le lanceur peut utiliser deux types de coiffes, toutes deux fournies par Beyond Gravity, anciennement RUAG Space, une division de la société suisse RUAG. Elles ont en commun un diamètre de 5,4 mètres et sont hautes de 14 et 20 mètres avec un volume intérieur utilisable de 4,6 mètres de diamètre et respectivement de 11,85 (5 mètres à diamètre maximal) et 19 mètres (11,85 à diamètre maximal) de haut. L'adaptateur de forme conique qui assure la liaison entre la charge utile et le lanceur fait 1,9 mètre de haut. Pour les lancements doubles, plusieurs types de structure, enveloppant le satellite en position inférieure, peuvent être utilisées d'une hauteur allant de 7,8 à 9,8 mètres de haut. Enfin, le constructeur du lanceur propose une structure servant de support pour le lancement d'un grand nombre de micro et minisatellites.

### Performances

Schéma 1 : Plan des principales installations du Centre Spatial Guyanais dont l'ensemble de lancement ELA-4 utilisé par Ariane 6 (G).

| Orbite                                                         | Charge utile¹                                   | Inclinaison orbitale | Périgée   | Apogée    |
| -------------------------------------------------------------- | ----------------------------------------------- | -------------------- | --------- | --------- |
| Orbite de transfert géostationnaire                            | Ariane 62 : 4,5 tonnes Ariane 64 : 11,5 tonnes  | 6°                   | 250 km    | 35 786 km |
| Orbite géostationnaire                                         | Ariane 62 : Ariane 64 : 6 tonnes                | 0°                   | 35 786 km | 35 786 km |
| Orbite héliosynchrone                                          | Ariane 62 : 7,2 tonnes Ariane 64 : 15,5 tonnes  | 97,4°                | 500 km    | 500 km    |
| Orbite polaire                                                 | Ariane 62 : 7 tonnes Ariane 64 : 15,4 tonnes    | 90°                  | 900 km    | 900 km    |
| Orbite basse                                                   | Ariane 62 : 10 tonnes Ariane 64 : 20 tonnes     | 51,6° ?              | 250 km    | 250 km    |
| Orbite ISS                                                     | Ariane 62 : 10,3 tonnes Ariane 64 : 21,6 tonnes | 5° ?                 | 300 km    | 300 km    |
| Orbite moyenne                                                 | Ariane 62 : 1,7 tonne Ariane 64 :               | 56°                  | 23 200 km | 23 200 km |
| Orbite haute                                                   | Ariane 62 : 3,3 tonnes Ariane 64 : 8 tonnes     | 6°                   | ?         | ?         |
| Orbite de transfert vers la Lune                               | Ariane 62 : 3,5 tonnes Ariane 64 : 8,6 tonnes   |                      |           |           |
| Mission interplanétaire (Vitesse de libération 2,5 km/s)       | Ariane 62 : 2,6 tonnes Ariane 64 : 6,9 tonnes   |                      |           |           |
| ¹ Y compris l'adaptateur et les structures porteuses (SYLDA,…) |                                                 |                      |           |           |

## Installations de lancement (ELA-4)

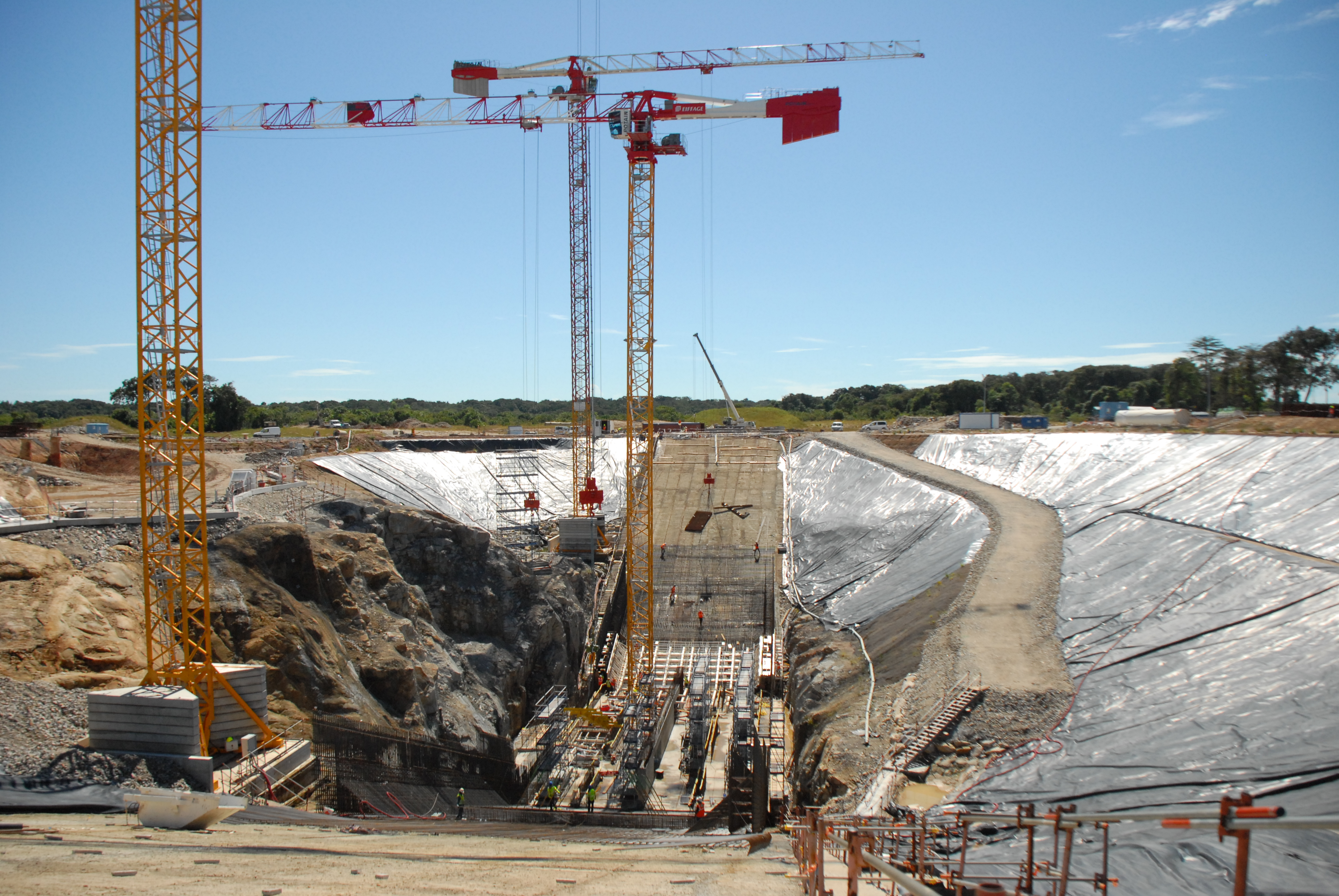
Le pas de tir ELA4 en cours de construction (été 2017).

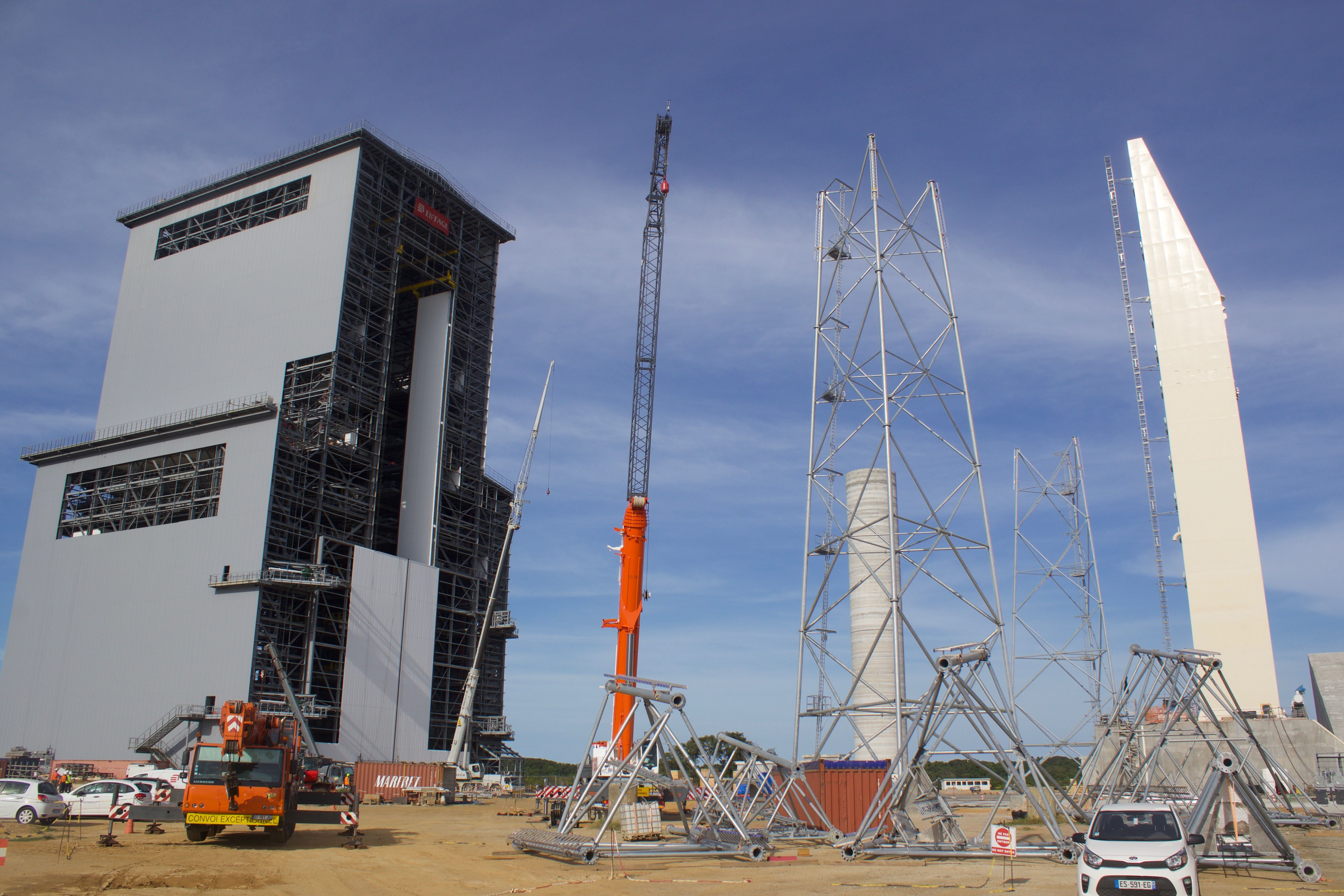
Le portique mobile en cours d'achèvement.

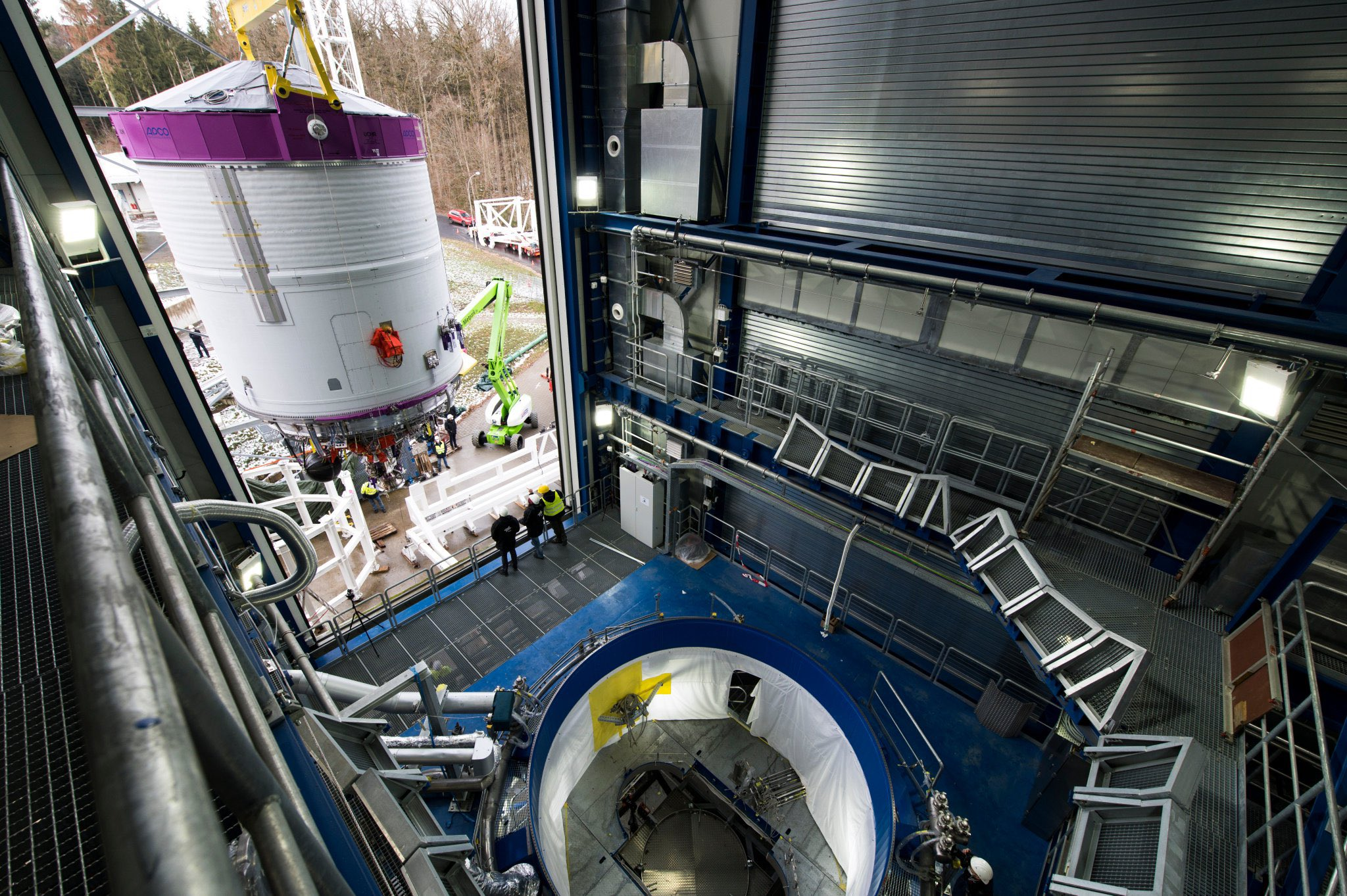
Le deuxième étage dAriane 6 est testé sur un banc d'essais.

Le lanceur Ariane 6 est conçu pour être lancé comme son prédécesseur, depuis le Centre spatial guyanais en Guyane. L'ensemble de lancement ELA-3 d'où décolle Ariane 5 ne peut être utilisé par Ariane 6 car les caractéristiques de celui-ci sont différentes. Un nouvel ensemble de lancement baptisé ELA-4 (Schéma 1 : G) a dû être construit. Sa conception contribue à la réduction des coûts grâce à une optimisation du processus d'intégration. La durée d'une campagne de lancement n'est plus que de deux semaines, ce qui permet d'obtenir une cadence d'environ douze tirs par an.
Les principaux éléments du complexe de lancement ELA-4 sont le bâtiment d'assemblage BAL (Bâtiment d'Assemblage Lanceur Schéma 1 : 9) et un pas de tir disposant d'un portique mobile et d'un mât ombilical. Contrairement à la méthode employée pour Ariane 5, le premier et le second étages du lanceur sont assemblés à l'horizontale dans le BAL (116 m de long, 41 m de large, 35 m de haut). La préparation dans le bâtiment d'assemblage dure quelques jours mais les étages peuvent y être stockés pour une plus longue durée. Une fois assemblés, les deux étages sont transportés à l'horizontale sur un véhicule à pneus jusqu'au pas tir.
Le corps central du lanceur constitué des deux étages est dressé à la verticale et fixé sur la table de lancement grâce à un pont roulant situé dans le portique mobile qui vient entourer le lanceur et permet de finaliser l'assemblage à l'abri des éléments extérieurs. Ce portique, qui se déplace sur des rails, est haut de 89 mètres et pèse 8 200 tonnes. Les propulseurs d'appoint et le composite (coiffe, charge utiles et adaptateurs) y sont assemblés en utilisant le pont roulant. Un mât ombilical solidaire de la table de lancement et haut de 66 mètres sert de support aux différentes canalisations (alimentation des réservoirs du deuxième étage, climatisation de la coiffe) et aux liaisons électroniques.
La table de lancement fixe repose sur le massif de lancement, un ensemble en béton semi-enterré long de 95 mètres, large de 35 mètres et profond de 30 mètres. Au moment du décollage, les flammes des moteurs sont dirigées vers une tranchée profonde de 30 mètres. Le pas de tir est arrosé avec de grandes quantités d'eau en provenance d'un château d'eau haut de 92 mètres et contenant 1 200 m3 d'eau situé à proximité (système de déluge). L'eau permet d'atténuer les effets acoustiques et vibratoires, d'abaisser la température des gaz en sortie des moteurs (3 000 °C) et de diminuer leur acidité. L'eau, devenue acide et polluée, est immédiatement pompée et recyclée avant d'être rejetée dans le réservoir de la Roche Nicole qui sert de source d'approvisionnement pour le château d'eau. Un carneau unique (il y en a trois sur le pas de tir d'ELA-3, un par moteur), permet d'évacuer les gaz moteurs produits au décollage. Disposant de deux évacuateurs de gaz longs de 64 mètres avec une section de 18×20 mètres, il a été conçu pour réduire la fréquence des gros travaux d'entretien (tous les 15 à 20 lancements).

## Déroulement d'un lancement

### Transport des composants du lanceur

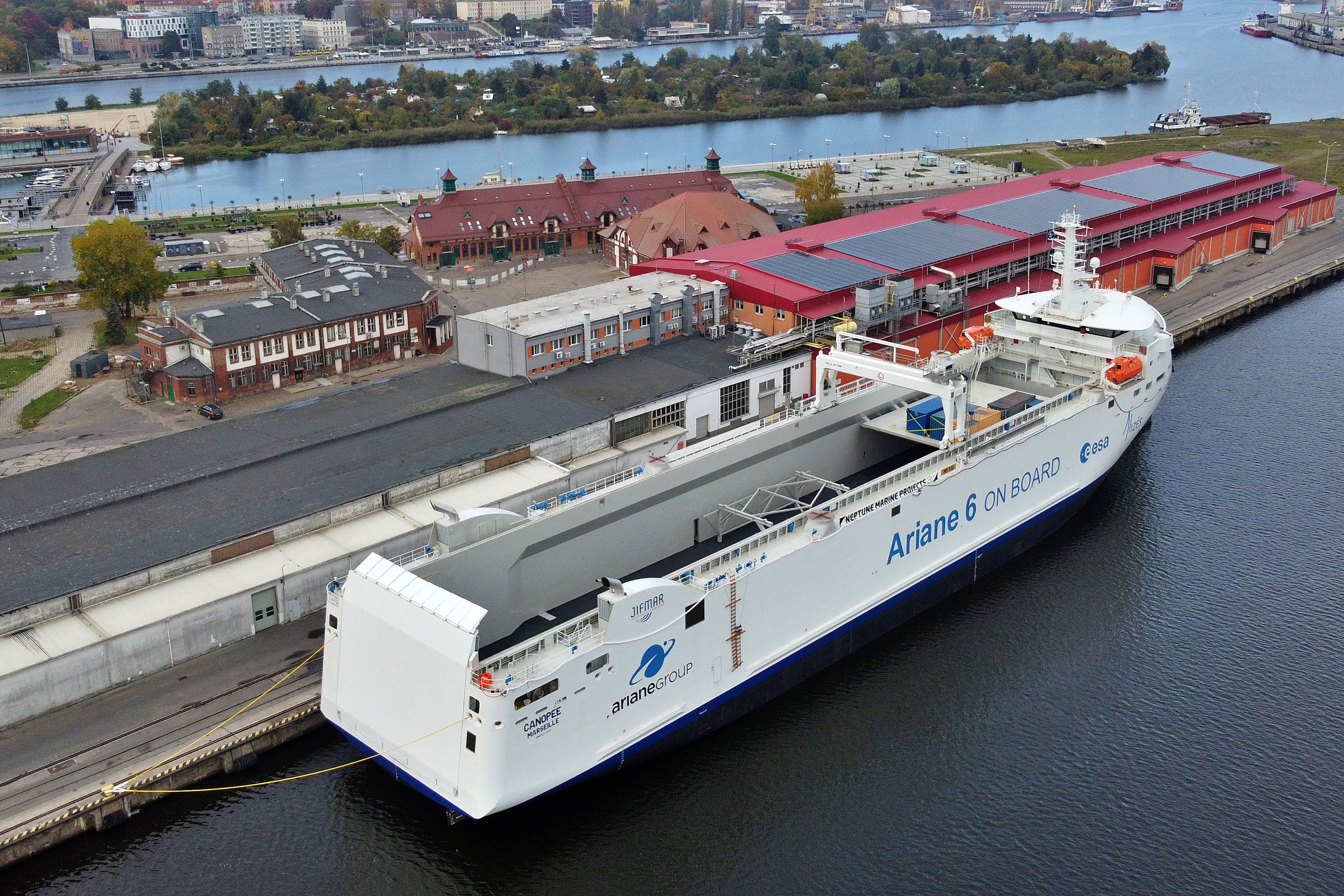
Le cargo Canopée, chargé de transporter les éléments du lanceur d'Europe en Guyane, ici photographié dans le port polonais de Szczecin où il a été construit.

Le premier étage du lanceur et le deuxième étage, les enveloppes en carbone des propulseurs d'appoint et la coiffe arrivent par bateau d'Europe et sont débarqués au port de Pariacabo. Ces éléments sont amenés par le cargo à ailes Canopée, conçu par VPLP Design et exploité par Alizés (une coentreprise entre Zéphyr & Borée et Jifmar Offshore Services). Le premier étage est en provenance de l'établissement des Mureaux (France) de la société ArianeGroup tandis que le second étage est fabriqué à Brême (Allemagne), également établissement d'ArianeGroup. La campagne de lancement d'une Ariane 6 dure 29 jours, soit environ deux fois moins que celle d'Ariane 5. Elle débute avec l'arrivée du premier étage au BAL (Bâtiment d'Assemblage Lanceur) de l'ensemble de lancement ELA-4 ( Schéma 1 : 9).

### Assemblage des étages centraux
Les premier et deuxième étages sont transportés par la route sur des remorques adaptées circulant en convoi exceptionnel (les conteneurs ont une largeur de 7 mètres) depuis le port de Pariacabo jusqu'au Bâtiment d'Assemblage Lanceur (BAL) du nouvel ensemble de lancement ELA-4. Ils sont déchargés dans le hall de déstockage du bâtiment sur des véhicules automatiques AGV pour le premier étage et sur deux berceaux mobiles mais non motorisés pour le deuxième étage. L'assemblage à l'horizontale des deux étages et les tests sont alors réalisés.

### Préparation des propulseurs d'appoint
La préparation des propulseurs d'appoint P120C s'effectue dans les bâtiments de la zone propulseurs du CSG qui ont été en partie aménagés pour prendre en compte certaines modifications dans le processus d'assemblage. Celui-ci ne se réalise plus verticalement mais horizontalement pour permettre une automatisation partielle du processus. L'enveloppe en carbone du propulseur d'appoint qui a été fabriquée par Avio en Italie est chargée avec du propergol solide dans le bâtiment UPG (Usine Propergol Guyanaise) située dans le périmètre du CSG (Schéma 1 : 14). Le propulseur P120C résultant, qui pèse 140 tonnes pour 13,5 mètres de haut et 3,4 mètres de diamètre, est placé en position verticale sur un fardier AIT250 qui le transporte jusqu'au BPP (Bâtiment de basculement propulseur) où il est inséré dans un berceau (le skidder), qui permet sa manipulation durant toutes les opérations d'assemblage suivantes, puis placé à l'horizontale sur un nouveau fardier, l'AIT400. Celui-ci le transfère dans le bâtiment BIP (Schéma 1 : 14). Là, il est assemblé avec sa tuyère, son allumeur et son cône avant dans une des deux cellules construites dans cet objectif. Il est ensuite transporté jusqu'au bâtiment EFF (ESR Finishing Facilities) où il est replacé à la verticale, placé sur la palette martyr (qui servira de support sur la table de lancement). Dans l'EFF, son assemblage est finalisé : mise en place des protections thermiques, brochage des vérins sur la tuyère, essais fonctionnels, mise en place des bielles qui le relieront à l'étage central. Il est ensuite transféré à la verticale par un fardier AIT250 vers le BSB (Bâtiment Stockage Booster), un bâtiment qui doit permettre de stocker 6 à 12 P120C en attendant leur utilisation. Lorsque la préparation d'un nouveau lanceur débute en zone de lancement, il est transporté à la verticale par un fardier AIT250 jusqu'au portique où s'effectue l'assemblage final du lanceur,.

### Préparation de la charge utile
La préparation des satellites est réalisée comme dans le cas d'Ariane 5 dans un des bâtiments EPCU de la base de lancement (par exemple, le bâtiment S5 Schéma 1 : 5). Le satellite est ensuite transporté dans un container jusqu'au hall d'encapsulation du bâtiment BAF (Schéma 1 : 7). Dans cette partie du bâtiment, baptisée BAF-HE, les différents satellites constituant la charge utile du lanceur sont assemblés entre eux à la verticale puis fixés sur l'adaptateur qui doit les relier à la fusée et enfin enfermés dans la coiffe. Le composite résultant est ensuite transporté sur un véhicule routier (le PFRCU, un engin de 180 tonnes, 6 mètres de large et 26 mètres de long embarquant un système de climatisation de la charge utile) jusqu'au portique de la zone de lancement d'Ariane 6. La durée du trajet, qui s'effectue à une vitesse de 9,5 km/h, est de 1 h 30.

### Assemblage final du lanceur
Cinq jours avant le lancement s'achève l'assemblage des premier et deuxième étages du lanceur dans le bâtiment BAL. L'ensemble est transporté par un véhicule à pneus (le TCC) jusqu'au pas de tir distant de 800 mètres où est positionné le portique mobile. Le pont roulant du portique est utilisé pour redresser à la verticale le corps du lanceur sur la table de lancement entre les propulseurs d'appoint (deux ou quatre selon la configuration du lanceur) qui ont été installés auparavant. Les différents tuyaux par lesquels les ergols solidaires de la table de lancement sont connectés au premier étage du lanceur tandis que ceux du mât ombilical sont connectés au deuxième étage. Le composite supérieur, qui comprend la ou les charges utiles, l'adaptateur et la coiffe, est fixé au sommet du lanceur. À J commence le compte à rebours du lancement qui est suivi depuis le centre de contrôle installé dans une salle du bâtiment CDL3 (Schéma 1 : 8) à côté du centre de contrôle du lanceur Ariane 5.

### Lancement
Quatre à cinq heures avant le lancement, le portique mobile est déplacé sur ses rails pour l'éloigner du pas de tir d'environ 120 mètres. Les opérations de remplissage des réservoirs des premier et deuxième étages avec les ergols cryogéniques (oxygène et hydrogène liquides) débutent. L'alimentation électrique bascule sur les batteries du lanceur 4 minutes 30 secondes avant le lancement (H). Le système de déluge commence à arroser le mât ombilical et le déflecteur en acier sous le lanceur 30 secondes avant le décollage. Puis c'est au tour du tunnel sous le massif et la table de lancement d'être arrosé. En tout, 700 m3 d'eau sont déversés. Le moteur Vulcain est allumé à H-2 s. Dès que son fonctionnement a été vérifié, les bras cryogéniques du mât ombilical qui alimentent en ergols l'étage Vinci se détachent du lanceur et s'écartent. Si l'allumage du moteur Vulcain est arrêté et le décollage avorté, les bras cryogéniques restés en place permettent la purge immédiate des réservoirs. Le décollage a lieu à H dès la mise à feu des propulseurs à propergol solide.

## Lancements

### Vol inaugural (9 juillet 2024)
En octobre 2022, l'Agence spatiale européenne fixe le vol inaugural d'Ariane 6 au quatrième trimestre 2023. La version lancée sera une Ariane 62 comportant une coiffe de 14 mètres de haut (version courte). Le lanceur n'emportera pas de satellite commercial sur ce vol à risques, mais l'Agence spatiale européenne a émis, en novembre 2021, une demande de propositions de charges utiles. Sous la coiffe, se trouvera une plateforme permettant d'installer des expériences solidaires de celle-ci dont la masse totale ne doit pas excéder 80 kilogrammes, ainsi que des satellites dont la masse totale ne doit pas dépasser 800 kilogrammes. En février 2022, quatre expériences avaient été retenues, d'une masse comprise entre 0,6 et 12 kilogrammes, ainsi que plusieurs CubeSats,. L'Agence spatiale européenne annonce le 8 août 2023 que le vol inaugural initialement prévu fin 2023 est repoussé à 2024, entre le 15 juin et 31 juillet. Le 5 juin 2024, le directeur de l'ESA, Josef Aschbacher, révèle lors du début de l'ILA 24 à Berlin, que la date du vol est fixée au 9 juillet 2024, avec une fenêtre de tir prévue entre 20 h et minuit (heure de Paris). Le décollage a effectivement lieu à 21 h 0.
Ce vol emporte un simulateur de masse de deux tonnes imitant le lancement double de satellites Galileo et 17 charges utiles,, : neuf CubeSat (3Cat-4, ISTSat-1, CURIE A et B (assemblés entre eux lors de leur déploiement), GRBBeta, OOV-Cube (avec son propre déployeur), Replicator, Robusta-3A Méditerranée, Currium One (avec son propre déployeur)), deux déployeurs multiples (EXOpod Nova et RAMI), cinq expériences solidaires de la plateforme d'emport (LiFi, SIDLOC, PariSat, Peregrinus, YPSat) et deux capsules de rentrée (Bikini et SpaceCase SC-X01).
Les CubeSats ont été déployés correctement par trois vagues successives à H+1h06. Le second étage n'a pas réussi à s'allumer une troisième fois après ce déploiement en raison d'une anomalie sur une unité de puissance auxiliaire (APU), ce qui a empêché sa désorbitation ainsi que le déploiement des deux capsules de rentrée. Le second étage a ensuite été passivé automatiquement pour éviter le risque d'explosion ultérieure. Les équipes de l'ESA, du CNES, d'ArianeGroup et d'Arianespace considèrent cependant la mission comme un succès.

### Synthèse
| Vols Ariane 6 par version du lanceur                      |
| 1 2 3 4 5 6 7 8 9 2024 2025 2026 A64 A62 Planifié A64 A62 |

### Les concurrents
Ariane 6 entre en concurrence non seulement avec la Falcon 9 de SpaceX mais également avec plusieurs autres lanceurs développés dans la même optique (abaissement des coûts soit par réutilisation soit par optimisation de l'architecture) et entrés en service au cours de la décennie 2010 ou au début de la décennie 2020.
|                                               |             |         |         |           | Charge utile¹ | Charge utile¹ |                            |
| Lanceur                                       | Premier vol | Masse   | Hauteur | Poussée   | Orbite basse  | Orbite GTO    | Autre caractéristique      |
| --------------------------------------------- | ----------- | ------- | ------- | --------- | ------------- | ------------- | -------------------------- |
| Ariane 6 (64)                                 | 2024        | 860 t   | 63 m    | 10 775 kN | 21,6 t        | 11,5 t        |                            |
| New Glenn                                     | 2025        | ?       | 82,3 m  | 17 500 kN | 45 t          | 13 t          | Premier étage réutilisable |
| Vulcan (441)                                  | 2024        | 566 t   | 57,2 m  | 10 500 kN | 27,5 t        | 13,3 t        |                            |
| Falcon Heavy                                  | 2018        | 1 421 t | 70 m    | 22 819 kN | 64 t          | 27 t          | Premier étage réutilisable |
| Space Launch System Bloc I                    | 2022        | 2 660 t | 98 m    | 39 840 kN | 95 t          | ?             |                            |
| H3 (24L)                                      | 2023        | 609 t   | 63 m    | 9 683 kN  | ?             | 6,5 t         |                            |
| Falcon 9 Bloc 5                               | 2018        | 549 t   | 70 m    | 7 607 kN  | 22,8 t        | 8,3 t         | Premier étage réutilisable |
| Longue Marche 5                               | 2016        | 867 t   | 57 m    | 10 460 kN | 23 t          | 13 t          |                            |
| ¹Charge utile de la version non réutilisable. |             |         |         |           |               |               |                            |

## Évolutions prévues et préparation du successeurAriane Next
Avant même que le lanceur Ariane 6 effectue son premier vol, l'Agence spatiale européenne a lancé le développement d'évolutions : P160C, booster plus puissant, Icarus, version allégée du second étage et Astris, troisième étage qui doit permettre de positionner les satellites sur différentes orbites. Le prototype d'étage réutilisable Thémis propulsé par un nouveau moteur-fusée Prometheus brûlant un mélange méthane/oxygène liquide doit préparer Ariane Next qui succèdera à Ariane 6 au cours de la décennie 2030.

### Ariane 6 Block 2
Cette version, actuellement en développement, présente des boosters plus puissants P160C, un moteur Vinci du deuxième étage plus puissant, passant de 180 kN à 200 kN. Des améliorations sont prévues sur l'étage principal. Elle doit servir notamment pour tous les déploiements de la constellation Kuiper puisqu'elle permet une augmentation de charge utile de deux tonnes sur l'orbite visée, l'orbite basse. Fin 2024, son entrée en service est prévue pour fin 2026.

#### Boosters P160C
Avio prépare de nouveaux boosters P160C de 2 mètres plus longs que les actuels P120C permettant d'emporter 14 tonnes de PBHT (poudre) en plus. Ces boosters allongés permettront d'augmenter la capacité d'Ariane 64 de l'ordre de 2 tonnes en orbite basse, là où le gain est le plus significatif. Le P120C est utilisé sur Vega-C et le P160C sera utilisé sur Vega-C+ et Vega-E, ce qui permettra de garder les mêmes boosters pour Ariane 6 et Vega lors du changement de version en 2027 au plus tôt. Un premier exemplaire de ce booster est envoyé en Guyane en juin 2024 et mis à feu sur banc d'essai le 24 avril 2025,.

### Ariane 6 Block 3
Cette version, dont le principal changement est le nouveau second étage Icarus qui remplacera l'ULPM, est en développement également, par les tests cryogéniques d'Icarus. Le conseil des ministres de l'ESA de novembre 2025 statuera sur son développement. Son introduction n'est pas prévue avant 2030. Elle devrait permettre de faire passer la masse maximale en injection translunaire de 8,6 à 9,9 tonnes, pour faciliter les lancements de l'atterrisseur de l'ESA Argonaut.

#### Second étageIcarus
Un nouvel étage supérieur, baptisé ICARUS (Innovative Carbon Ariane Upper Stage), en polymère renforcé de fibres de carbone, pourrait remplacer vers 2025 le deuxième étage ULPM dont la structure est réalisée en aluminium. La réalisation de deux prototypes PHOEBUS développés par ArianeGroup et son principal sous-contractant MT Aerospace a reçu un financement de 70 millions d'euros en mai 2019. Grâce à l'allègement obtenu, l'étage pourrait permettre d'augmenter la charge utile d'Ariane 6 de deux tonnes,.

### Troisième étage Astris

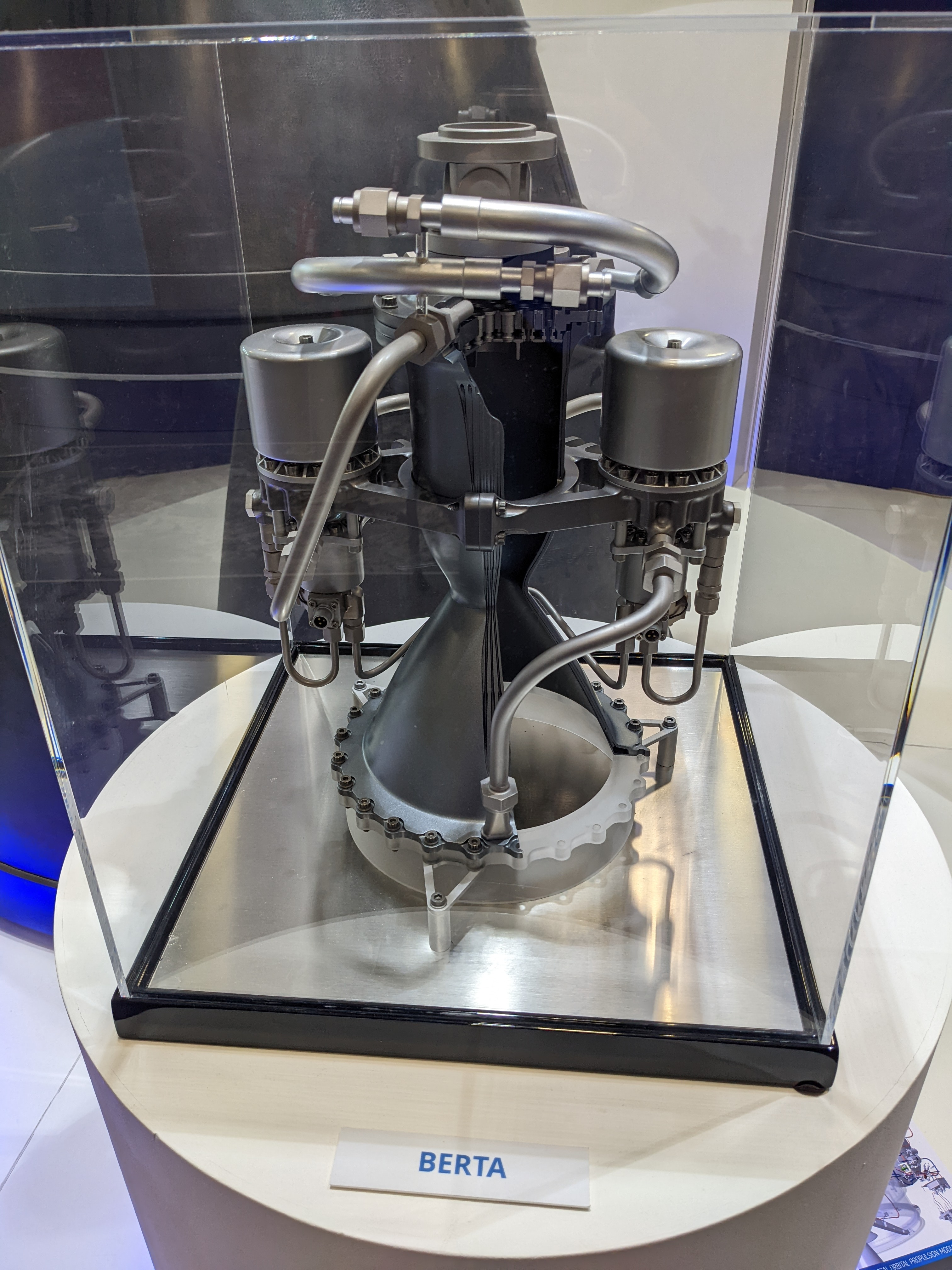
Maquette du moteur-fusée BERTA, exposée à l'IAC 2022.

Astris est un troisième étage optionnel qui pourra être mis en œuvre par les satellites de télécommunications (moteur d'apogée) pour atteindre directement l'orbite géostationnaire, pour placer les sondes spatiales sur leur trajectoire interplanétaire et pour délivrer des satellites sur des orbites basses différenciées. Il est propulsé par un moteur-fusée à ergols liquides BERTA (Bi-Ergoler RaumtransporTAntrieb) de 4 kN de poussée (avec la possibilité de le faire évoluer pour porter sa poussée à 6/7 kN) brûlant des ergols hypergoliques et il peut être rallumé plusieurs fois. L'étage Astris est développé pour un montant de 90 millions euros dans le cadre d'un contrat décidé lors de la conférence de Séville de 2019. Le projet fait partie du programme d'amélioration de la compétitivité (CIP) et FPLP (Future Launcher Preparatory Program) de l'Agence spatiale européenne. Astris est développé par les différents établissements de la branche allemande d'ArianeGroup,.

### Le successeur d'Ariane 6:Ariane Nextet le prototypeThemis
Pour différentes raisons, l'Agence spatiale européenne a sélectionné en 2014 pour son nouveau lanceur Ariane 6 une architecture technique classique qui ne comprend pas la possibilité de réutiliser en partie le lanceur après usage. Mais SpaceX avec son lanceur Falcon 9 réutilisable, commercialisé à des coûts nettement inférieurs à ceux d'Ariane 6, menace les positions acquises par les lanceurs européens sur le marché commercial. Ainsi, l'agence spatiale européenne a commencé à investir sur le successeur d'Ariane 6 (le lanceur partiellement réutilisable Ariane Next), avant même le premier vol de celle-ci. Un démonstrateur baptisé Themis est en cours de développement par la coentreprise ArianeWorks constituée par ArianeGroup et le Centre national d'études spatiales, l'agence spatiale française. Équipé de moteurs Prometheus brûlant un mélange d'oxygène liquide et de méthane liquide, cet étage réutilisable atterrissant verticalement doit effectuer un premier vol, dit « Hop test », en 2025 à Esrange, près de Kiruna en Suède. Il est prévu qu'il effectue ensuite des vols suborbitaux à partir du Centre spatial guyanais à Kourou, en Guyane. L'objectif est que Ariane Next effectue son premier vol en 2030.

### Documents de référence
- (en) Marco Aliberti et Matteo Tugnoli, The European Launchers between Commerce and Geopolitics (report 56), European Space Policy Institute (ESPI), mars 2016, 106 p. (ISSN 2076-6688, lire en ligne) — Analyse des motivations à l'origine du développement d'Ariane 6 et des choix effectués (architecture, refonte de l'organisation industrielle), viabilité à moyen terme des solutions retenues.
- (en) Ariane 6 User's Manual Issue 2 revision 0, Arianespace, février 2021 (lire en ligne) — Performances lanceur, conditions subies par les charges utiles, configuration charges utiles supportées par le lanceur, installations de lancement, déroulement d'une campagne de tir.